# Ligier JS7
La Ligier JS7 fu una vettura di Formula 1 che esordì nella stagione 1977. Spinta da un  motore Matra  fu concepita da Gérard Decarouge e Michel Beaujon. Dotata di un cambio Hewland TL 2-200 a sei rapporti, montava ammortizzatori Koni ed era in monoscocca in lega alleggerita. Era gommata dalla Goodyear.
Fece il suo esordio nel Gran Premio d'Argentina 1977, prima gara della stagione. Alla sua guida Jacques Laffite conquistò una vittoria (Gran Premio di Svezia 1977), un secondo posto (Gran Premio d'Olanda 1977), quattro quinti posti e un sesto. La sua migliore prestazione in prova fu il secondo posto nei gran premi di Spagna 1977 e d'Olanda 1977. Venne impiegata anche nelle prime gare della stagione seguente. In Spagna Laffite ottenne anche il giro più veloce.
Fu sempre guidata solo da Laffite tranne che nel Gran Premio del Giappone 1977 in cui fu affidata una seconda vettura a Jean-Pierre Jarier.